# Bethlehem (New Hampshire)
Bethlehem – miasto w Stanach Zjednoczonych, w stanie New Hampshire, w hrabstwie Grafton.